# Église franciscaine de Vienne
L'église franciscaine (en allemand : Franziskanerkirche) est une église catholique située à Vienne, en Autriche.

## Caractéristiques

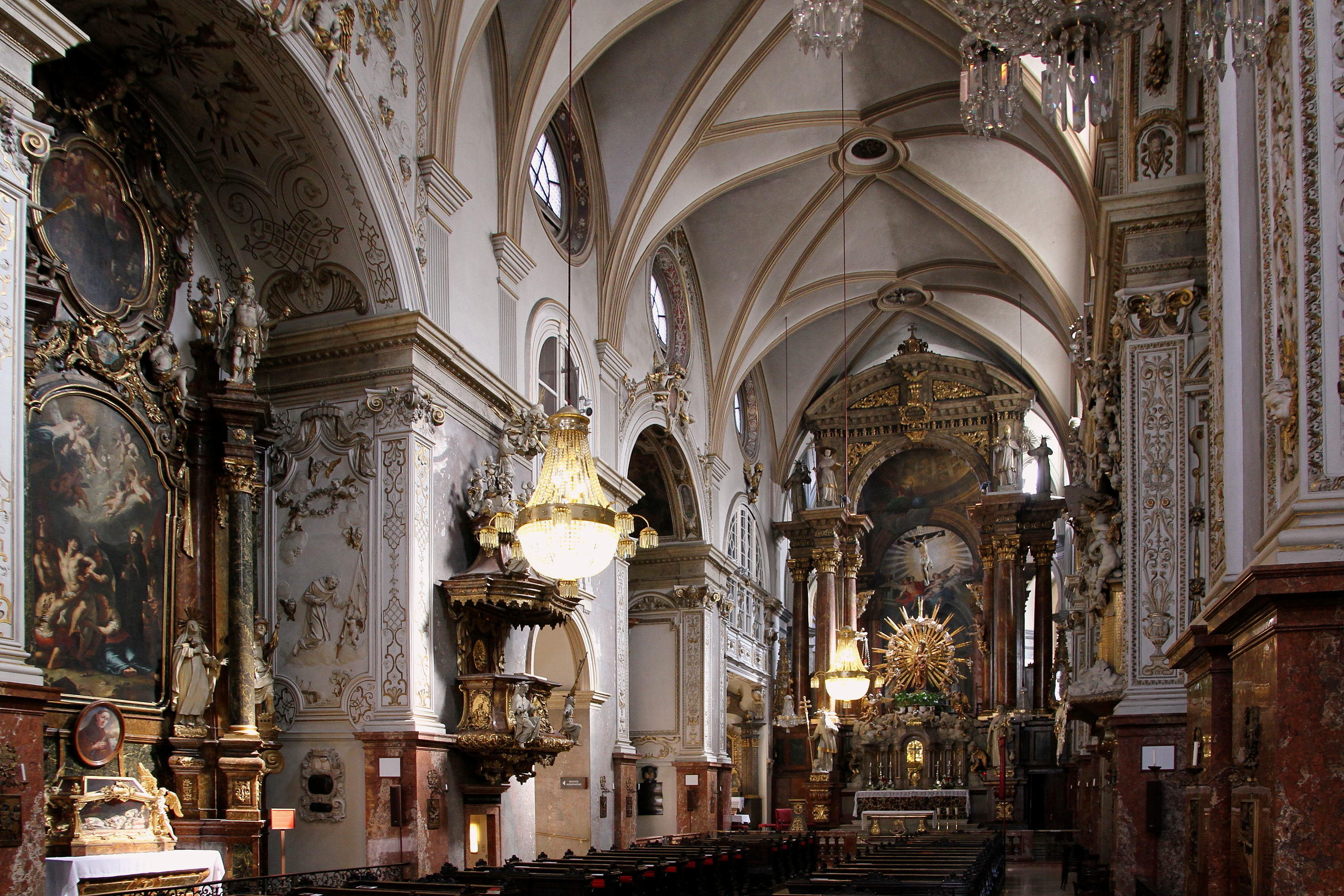
Intérieur de l'église.

L'église franciscaine est située sur la Franziskanerplatz au coin de la Weihburggasse, dans l'Innere Stadt, le premier arrondissement de Vienne. Dédiée à saint Jérôme, elle est l'église de l'ordre franciscain dans la capitale autrichienne.
La façade de l'église est de style Renaissance. Toutefois, son intérieur est baroque. Elle abrite également le plus vieil orgue de Vienne.

## Historique
L'Ordre franciscain obtient son premier monastère à Vienne en 1451, Sankt Theobald ob der Laimbrube à Mariahilf ; il est détruit en 1529. En 1589, la ville de Vienne laisse aux Franciscains l'usage d'un monastère construit entre 1383 et 1387, précédemment utilisé par les Pénitentes. L'église est construite en 1607 (l'intérieur n'étant achevé que vers 1720), le monastère en 1630.
L'église est un site protégé. En 1996, l'édifice est mentionné dans la liste des monuments en danger du Fonds mondial pour les monuments.